# وستفالن ۹۳۰

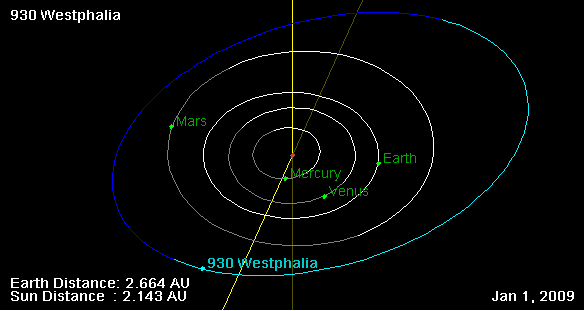
وستفالن ۹۳۰

سیارک ۹۳۰ (به انگلیسی: 930 Westphalia، نامگذاری:1920GS) نهصد و سیمین سیارک کشف شده‌است که در ۱۰ مارس ۱۹۲۰ کشف شد.
قدر مطلق سیارک برابر ۱۱٫۴۰ است.